# Syltning

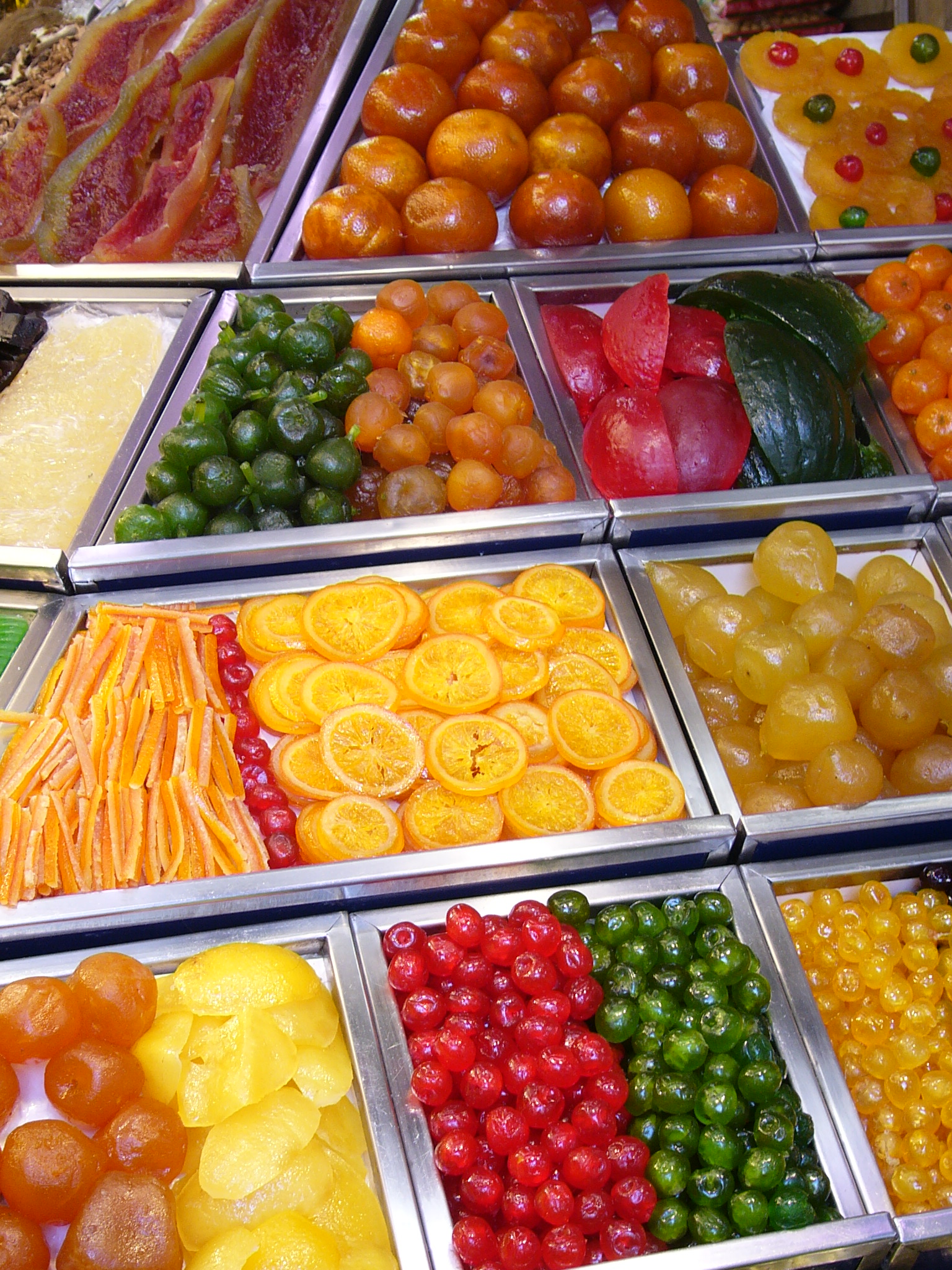
Syltad frukt av olika sorter.

Syltning är en konserveringsmetod där vattnet i till exempel frukt, bär eller grönsaker byts ut mot sockerlag.
Syltningen utförs genom att det som skall syltas får ligga och dra i sockerlag i flera omgångar där koncentration av socker i lagen ökas för varje omgång.
Syltad frukt eller dylikt som inte behandlats ytterligare efter syltningen förvaras inlagd i sockerlag. Den syltade frukten kan även ges ett skyddande lager som medför att den inte behöver förvaras i sockerlag. Ett sådant skyddande lager kan åstadkommas genom glasering med sockerglasyr eller genom kandering.